# Graeme Segal
Graeme B. Segal (Sydney, 21 de dezembro de 1941) é um matemático britânico.
Foi Professor Lowndeano de Astronomia e Geometria. É professor na Universidade de Oxford.
Recebeu o Prêmio Pólya de 1990. Foi palestrante convidado do Congresso Internacional de Matemáticos em Nice (1970 - Equivariant stable homotopy theory) e em Quioto (1990 - Geometric aspects of Quantum Field Theory). Recebeu a Medalha Sylvester de 2010.